# 1-es busz (Mosonmagyaróvár)
A mosonmagyaróvári 1-es jelzésű autóbusz a Vasútállomás és az Autóbusz-végállomás megállóhelyek között közlekedik. A vonalat a Volánbusz üzemelteti.

## Közlekedése
Munkanapokon, csúcsidőben a szokásosnál sűrűbben jár, csúcsidőn kívül és hétvégén kb. 1-2 óránként.

## Útvonala
| Autóbusz-végállomás felé | Vasútállomás felé |
| --- | --- |
| Vasútállomás – Hild János tér – Soproni utca – József Attila utca – Szent István király út – Fő út – Pozsonyi út – Kapucinus utca – Gorkij utca – Terv utca – Szekeres Richárd utca – TESCO Áruház parkoló – Autóbusz-végállomás | Autóbusz-végállomás – TESCO Áruház parkoló – Szekeres Richárd utca – Hold utca – Gorkij utca – Kapucinus utca – Pozsonyi út – Fő út – Szent István király út – József Attila utca – Soproni utca – Hild János tér – Vasútállomás |

## Megállóhelyei
| 0  | Vasútállomás                      | 17 | 1B, 1K, 2, 4, 4A, 4H, 5, 6, 7                  | Mosonmagyaróvár Hild János tér |
| 1  | József Attila utca                | 16 | 1B, 1K, 2, 4, 4H, 5, 6                         | |
| 2  | Kühne gyár                        | 15 | 1B, 1K, 2, 3, 3K, 4, 4H, 5, 6                  | Kühne gyár |
| 4  | Közösségi ház                     | ∫  | 1B, 1K, 2, 3, 3K, 6                            | Fehér Ló Közösségi Ház |
| ∫  | Mosoni posta                      | 13 | 1B, 1K, 2, 3, 3K, 6                            | Szent János plébániatemplom, Huszár Gál Városi Könyvtár, Posta |
| 6  | Szent István király út, Duna utca | 11 | 1B, 1K, 2, 3, 3K, 6                            | Szent Rozália kápolna, Ostermayer Napköziotthonos Óvoda |
| 7  | Kormos István lakótelep           | 10 | 1B, 1K, 2, 3, 3K, 6                            | Kormos István lakótelep, Éltes Mátyás Nevelési-Oktatási Központ, Vackor Óvoda |
| 9  | Móra Ferenc lakótelep             | 8  | 1B, 1K, 3, 3K, 4, 4H, 5, 6                     | Móra Ferenc lakótelep, Református templom, Móra Ferenc Általános Iskola, Hunyadi Mátyás Szakképző és Szakközépiskola, Bolyai János Általános Iskola, Mosonvármegyei Múzeum                   |
| 11 | Evangélikus templom               | 6  | 1B, 1K, 3, 3K, 4, 4A, 4H, 5, 5A, 5H, 5K, 5R, 6 | Karolina Kórház és Rendelőintézet, Evangélikus templom, Régi Vámház tér, Városkapu tér, ÁNTSZ, Bolyai János Informatikai és Közgazdasági Szakgimnázium, Mosonmagyaróvári Járásbíróság, Posta |
| 12 | Városháza                         | 5  | 1B, 2, 3, 4, 4A, 4H, 5, 5A, 5H, 5K, 5R, 6      | Városháza, Deák Ferenc tér, Posta, Óvári Szűz Mária Királynő és Szent Gotthárd templom, Óváros                                                                                               |
| 13 | Kossuth Lajos Gimnázium           | 4  | 2, 3, 4A                                       | Kossuth Lajos Gimnázium, 48-as tér, Lourdesi Szűz Mária kápolna, Földhivatal, Vár tó |
| 14 | Terv utca, Ifjúság utca           | ∫  | 2, 3, 4A                                       | |
| ∫  | Gorkij utca                       | 3  | 3                                              | |
| 15 | Hold utca                         | 2  | 2, 3, 4A                                       | Fekete István Általános Iskola |
| 17 | Autóbusz-végállomás               | 0  | 1K, 2, 3, 3K, 5A, 5H, 5K, 5R, 6, 7, 7I, 7M     | Autóbusz-állomás, TESCO Hipermarket, Park Center, ÉNYKK Zrt. |